# Onze-Lieve-Vrouw-van-Rustkapel (Einighausen)

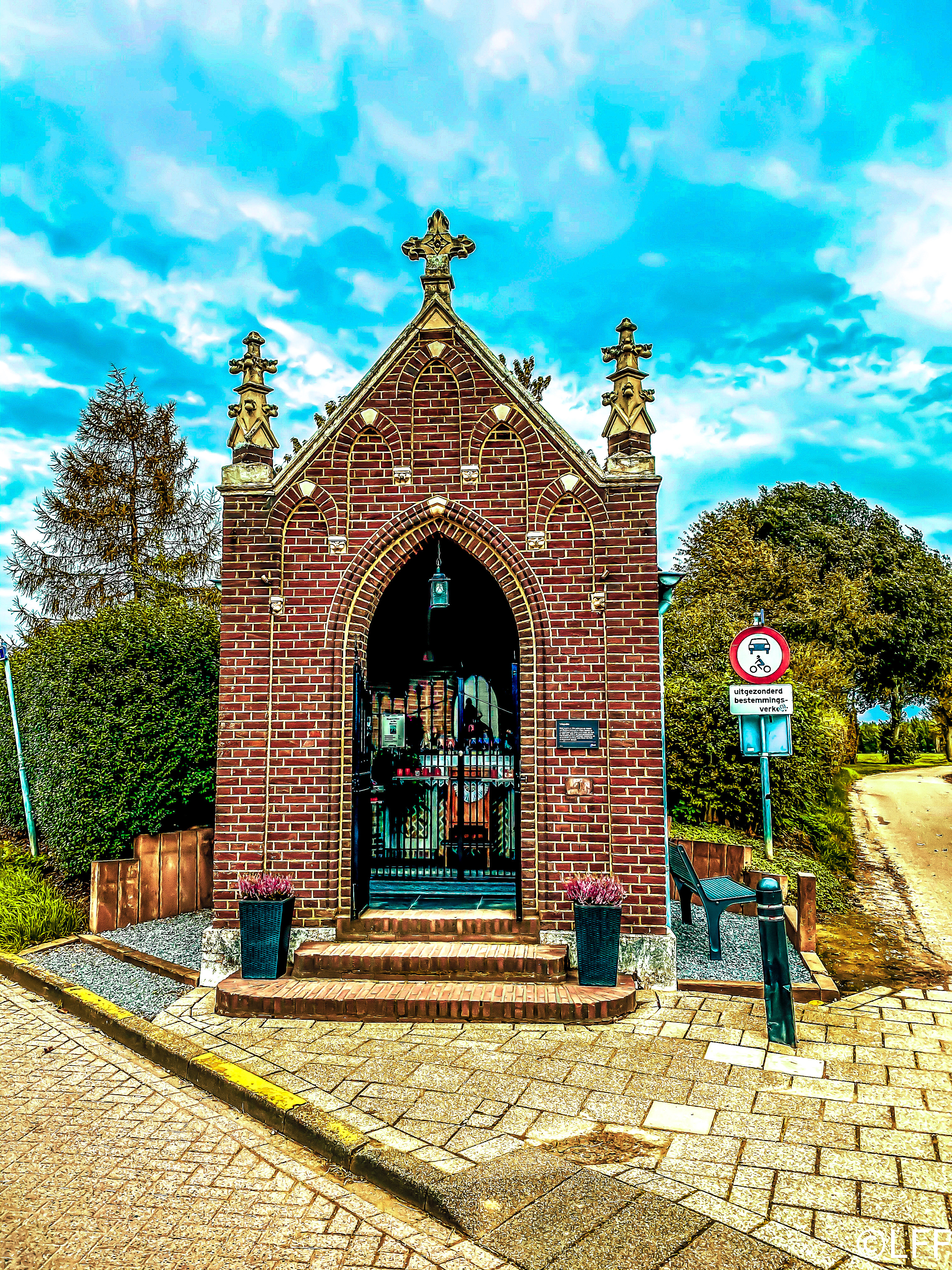
Onze-Lieve-Vrouw-van-Rustkapel te Einighausen op de splitsing Everstraat en Leeuwerik.

De Onze-Lieve-Vrouw-van-Rustkapel is een kapel in Einighausen in de Nederlands Zuid-Limburgse gemeente Sittard-Geleen. De kapel staat aan de noordoostrand van het dorp op een kruising aan het uiteinde van de Everstraat op de hoek van de Veeweg met de straat Leeuwerik. Naast de kapel staat aan de overzijde van de straat op de hoek van de straat Leeuwerik en de Grote Vaartweg een wegkruis. Aan de andere uiteindes van het dorp staan er ook kapellen, te weten de Sint-Theresiakapel in het zuiden op de hoek van de Heistraat met de Theresiastraat en de Mariakapel in het noorden aan de Einighauserweg.
De kapel is gewijd aan Maria, specifiek aan Onze-Lieve-Vrouw van Rust.

## Geschiedenis
In 1894 werd de kapel gebouwd. Vanuit Einighausen gingen de inwoners (tot de Eerste Wereldoorlog) jaarlijks op bedevaart naar Heppeneert. In de kapel werd er een replica van het wonderdadige beeld van Heppeneert geplaatst dat de inwoners van het dorp uit Heppeneert hadden meegenomen.
In 1983 werd de kapel grondig gerestaureerd.

## Bouwwerk
De neogotische rode bakstenen kapel op een witte plint is opgetrokken met een driezijdige koorsluiting en wordt gedekt door een schilddak met leien. Op de achterste nok van het dak is een kruis geplaatst. In de beide zijgevels bevindt zich een spitsboogvenster met glas-in-lood. De frontgevel is een topgevel die bekroond wordt met een mergelstenen kruis. Aan beiden uiteinden van de frontgevel zijn steunberen aangebracht die aan de bovenzijde eindigen in mergelstenen pinakels. Onder de witte daklijst zijn er in de frontgevel in het metselwerk spitsbogen als klimmend (en dalend) aangebracht met licht gekleurde sluitstenen op licht gekleurde kraagstenen. In de frontgevel bevindt zich de spitsboogvormige toegang, bereikbaar via enkele bakstenen traptreden, die wordt afgesloten met een smeedijzeren hek.
Van binnen is de kapel uitgevoerd in gele bakstenen en wordt het overdekt door een bakstenen kruisribgewelf met mergelstenen ribben rustend op kraagstenen. Tegen de achterwand is een bakstenen altaar gemetseld. Boven het altaar is in de achterwand een spitsboogvormige nis aangebracht waarvan de achterwand wit geschilderd is. In deze nis staat een polychroom beeld en toont een rustende Maria vergezeld door apostel Johannes. Op het altaar staan eveneens rustende beeldjes van het Jezuskind en van Johannes de Doper. Op het voetstuk van het beeld in de nis is een tekst aangebracht:

Onze Lieve Vrouw Van Rust Bid Voor Ons